# Batalla de Spotsylvania

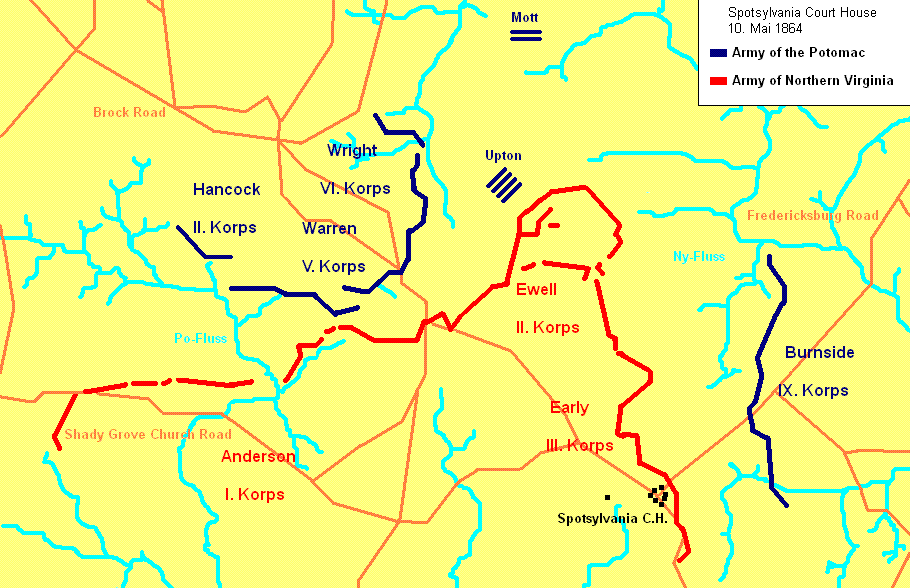
Las líneas de la batalla
Confederación
Unión

La batalla de Spotsylvania (en inglés: Battle of Spotsylvania Court House) fue uno de los enfrentamientos bélicos de la guerra de Secesión, ocurrido del 8 al 21 de mayo de 1864. Fue una de las muchas batallas que fueron libradas entre el Ejército del Potomac de la Unión y el Ejército de Virginia del Norte de la Confederación.
La batalla fue parte de la campaña de Overland y fue la segunda batalla en esa campaña después de la batalla de la espesura, que había ocurrido 16 km al noroeste de Spotsylvania y que también fue librada por ambos ejércitos.

## Antecedentes
Tras esa batalla, que terminó el 7 de mayo, el general Ulysses S. Grant marchó inmediatamente hacia el sur con el ejército de la Unión con la esperanza de capturar el lugar Spotsylvania Court House e impedir que el ejército de Robert E. Lee llegase allí antes. Su propósito era ponerse así entre Lee y Richmond. Los confederados de Robert E. Lee, sin embargo, lograron adelantarse a los federales, que avanzaban más lento de lo esperado y bloquear el camino tiempo antes de su llegada, ya que Lee correctamente dedujo, que Grant iba a irse al cruce de caminos, que había allí.

## La batalla

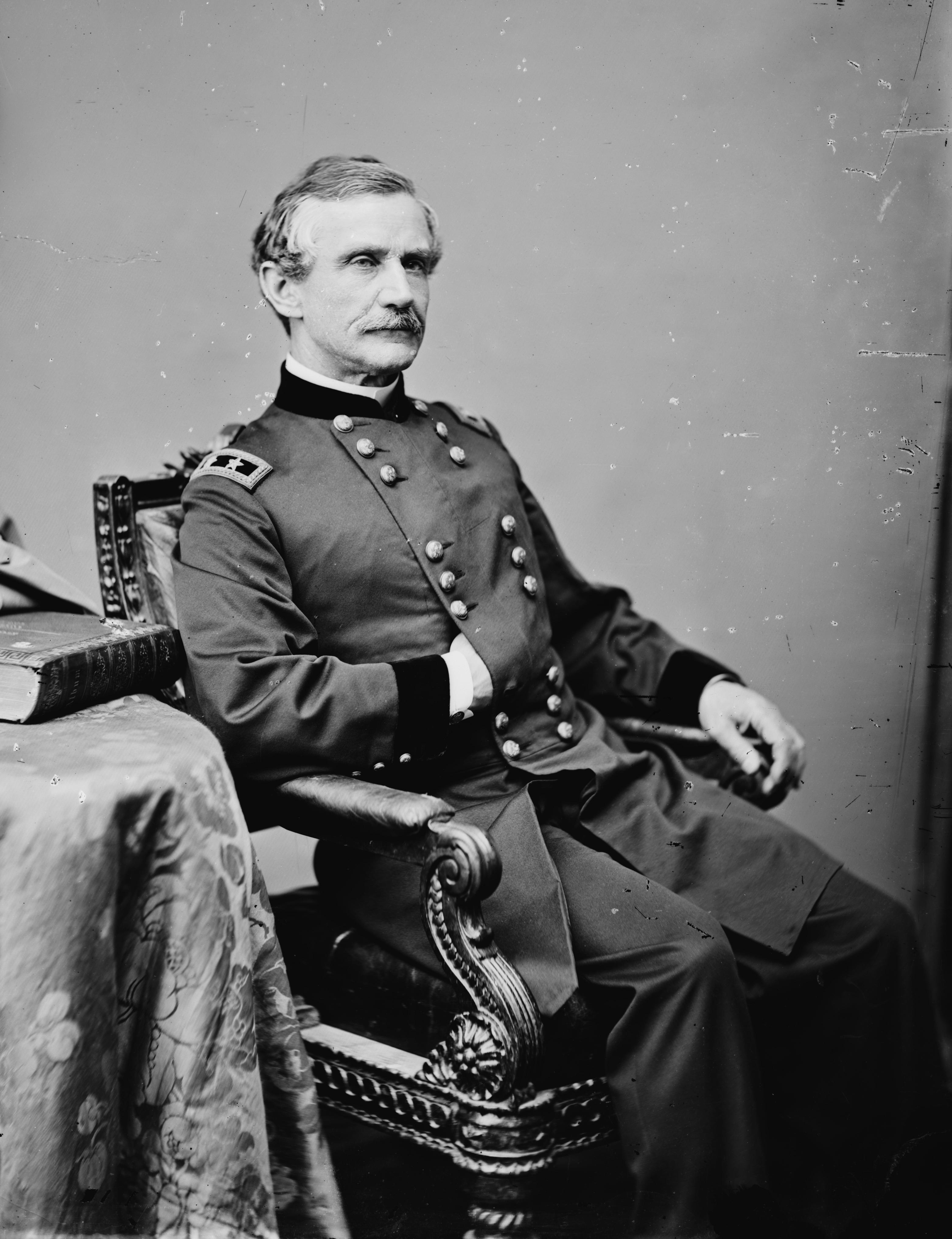
Andrew Atkinson Humphreys (1810 - 1883), oficial del ejército estadounidense, ingeniero civil y general de la Unión en la guerra civil estadounidense. Ocupó altos cargos en el Ejército del Potomac y fue Ingeniero Jefe del Ejército de los Estados Unidos.

Cuando llegaron los federales, los confederados ya habían construido defensas para enfrentarse a ellos. La línea de defensa estaba construida de tal manera, que tuviese un gran saliente en el norte para evitar que el ejército de la Unión, que estaba dividido en dos durante la marcha y que estaban caminado por dos rutas diferentes, pudiesen juntar fuerzas.  
Los combates comenzaron el 8 de mayo y escalaron a partir del 10 de mayo después de que Grant pusiese a prueba las defensas del lugar los dos días anteriores, mientras que llegaban el resto de las tropas. Esos combates se centraron en el saliente del norte.
En esos enfrentamientos, que ocurrieron durante 12 días, las tropas de la Unión rompieron brevemente la línea confederada en ese saliente el 12 de mayo, cuando Lee cometió el fallo de retirar temporalmente el día anterior su artillería en ese lugar, cuando pensaba que Grant iba a moverse otra vez. Sin embargo los confederados no se rindieron ante la nueva situación y contraatacaron, lo que desató un enfrentamiento prolongado de 18 horas, que fue una de las más sangrientas de la guerra. En ese enfrentamiento los rebeldes actuaron bajo un plan de Lee de cerrar la brecha construyendo una línea defensiva más abajo y que estaba en una posición alta, que, sin embargo, tenía que construirse sin que los federales pudiesen hacer algo al respecto.  
Los rebeldes pudieron mantener en esos enfrentamientos en jaque a los federales y construir la nueva línea que pudieron finalmente consolidar partir del 13 de mayo y retirarse detrás de ella. Después de ese éxito Grant se vio obligado a enfrentarse a Lee en una nueva situación, en la que Lee tenía una posición incluso mejor que la de antes. 
En los siguientes días Grant intentó aun así continuar con la ofensiva, pero sus intentos fueron detenidos gracias a la nueva línea defensiva y al mal tiempo. Lee pudo así detener finalmente a las tropas de la Unión el 18 de mayo en su último gran ataque y por ello la batalla terminó finalmente el 21 de mayo, cuando Grant se dio cuenta el día anterior, que ya no podía avanzar en ese lugar.

## Consecuencias
Fue la batalla más sangrienta y larga de la campaña de Overland. En ella Grant no pudo vencer otra vez a Lee. Aun así tenía la superioridad numérica a pesar de la pérdidas mayores que había sufrido. Por ello decidió flanquearlo otra vez hacia el sudeste con la esperanza de derrotarlo más tarde. 
Eso lo llevó a la siguiente batalla del río North Anna.